# Federazione calcistica delle Comore
La Federazione calcistica delle Comore (fra. Fédération Comorienne de Football; arabo اتحاد جزر القمر لكرة القدم, acronimo FFC) è l'ente che governa il calcio nelle Comore. 
Fondata nel 1979, si affiliò alla FIFA nel 2005 e alla CAF nel 2000. Ha sede nella capitale Moroni e controlla il campionato nazionale, la coppa nazionale e la Nazionale del paese.